# Fenkamfamin
Fenkamfamin (Reactivan), summaformel C15H21N, är ett centralstimulerande medel. Preparatet togs ursprungligen fram av Merck under 1960-talet som ett hungersdämpande medel, men drogs tillbaka på grund av missbruk och att det framkallade beroende.

## Forskning
I en studie på skivor av corpus striatum av råtta och substantia nigra verkade fenkamfamin som en indirekt dopaminagonist. Det frigjorde dopamin genom en liknande mekanism som amfetamin, men var tio gånger mindre potent än dexamfetamin på att producera denna effekt. Den huvudsakliga verkningsmekanismen var istället hämning av dopaminåterupptag. Också till skillnad från amfetamin hämmar fenkamfamin inte verkan av monoaminoxidasenzymer. Man drog slutsatsen att, åtminstone i de modeller som använts, in vitro-profilen för fenkamfamin är mer lik den hos nomifensin, en enligt uppgift ren upptagshämmare, än för d-amfetamin.
I djurförsök på platspreferens gav fenkamfamin en signifikant platspreferens endast vid dosen 3,5 mg/kg. Experimenten visade en relation till dopamin D1-receptorer, och även till opioidreceptorer i förstärkningen som produceras av fenkamfamin, eftersom platspreferensen blockerades av den selektiva dopamin D1-antagonisten SCH 23390 och av opioidantagonisten naloxon. En liknande platspreferens, som blockerades av naloxon och av SCH 23390 och av rakloprid, har setts i en studie med dricksvatten på råttor. Djur som behandlades med naloxon före konditioneringssessionerna visade en platsaversion istället för den platspreferens som finns hos saltlösningsbehandlade djur. Naloxon minskade också drickandet. Det antogs att naloxon gav ett tillstånd av frustrativt ickeintag. Det föreslogs att både dopamin och (endogena) opioider är viktiga för vatteninducerad förstärkning. Möjliga interaktioner mellan dessa två neurotransmittorsystem diskuterades.

## Framställning

Beredning av fenkamfaminprekursor

Fenkamfamin kan syntetiseras på ett enkelt sätt via Diels-Alderreaktionen mellan cyklopentadien och β-nitrostyren (1-nitro-2-fenyl-eten). C = C-dubbelbindningen och nitrogruppen i det resulterande norkamfenderivatet reduceras sedan för att ge det mättade norkampanderivatet. Slutligen etyleras aminogruppen.
Även om β-nitrostyren är kommersiellt tillgängligt, är det också mycket lätt att förbereda med Henry-reaktionen mellan bensaldehyd och nitrometan.
Diels-Alderreaktionen av β-nitrostyren och cyklopentadien beskrivs i ett antal tidiga artiklar.
Reduktionen av nitroalken kan utföras sekventiellt. Alkenens dubbelbindning reduceras vanligtvis med hjälp av väte och en övergångsmetallkatalysator som Ni eller Pt, medan nitrogruppen reduceras till aminen med en metall/syrakombination, såsom järn/saltsyra. Reduktionen av båda funktionella grupperna kan också uppnås samtidigt genom användning av Raneynickel och denna omvandling har nyligen optimerats av ryska kemister.
Ursprungligen uppnådd under reduktiva amineringsbetingelser som involverar reaktionen av aminen med acetaldehyd i närvaro av Pt, har etylering av aminogruppen förbättrats genom användning av Ra-Ni och etanol.
De stereokemiska konsekvenserna av de steg som är involverade i reaktionssekvensen som beskrivs ovan har studerats. Diels-Alder-cykloadditionen leder således till en produkt där nitro- och fenylgrupperna befinner sig i ett transförhållande till varandra. Denna produkt är faktiskt en blandning av stereoisomerer, där paret av enantiomerer som har nitrogruppen i endopositionen och fenylgruppen i exopositionen dominerar över det enantiomera paret med exo-nitro- och endo-fenylgrupper. Även om den isomera sammansättningen av Diels-Alder-addukten i sig inte verkar ha bestämts, rapporterade Poos et al. ett förhållande på ca 3:1 för den mättade oetylerade aminen härledd från den. Novakov et. al. rapporterar, med hänvisning till en avhandlingsstudie, att motsvarande förhållande mellan endo-N-etyl/exo-Φ: exo-N-etyl/endo-Φ enantiomera par är ca 9:1 i själva fenkamfamin.

## Medicinsk användning
Fenkamfamin används fortfarande, men sällan, för behandling av depressiv trötthet på dagtid, brist på koncentration och slöhet, särskilt hos individer som har kroniska medicinska tillstånd, eftersom dess gynnsamma säkerhetsprofil gör det till det mest lämpliga läkemedlet i vissa fall.

## Biverkningar
Fencamfamin tolereras väl och orsakar minimala cirkulationseffekter. Långvarig användning kan leda till torrhet i munnen.

### Kontraindikationer
Fencamfamin får inte användas till patienter med hjärtsjukdomar, angina pectoris och dekompenserad hjärtinsufficiens, glaukom, hyperexcitabilitet och tyreotoxikos eller under behandling med monoaminoxidashämmare.

### Överdosering
Symtom på överdosering är illamående, agitation och rastlöshet, torrhet i munnen, yrsel och tremor. Vid grov överdosering är också förenad med dyspné, takykardi, desorientering och kramper.

## Säkerhet
Substansen är narkotikaklassad och ingår i förteckning P IV i 1971 års psykotropkonvention, samt i förteckning II i Sverige.